# 明日から私は
「明日から私は」（あすからわたしは）は、1973年3月25日に発売された藤圭子の15枚目のシングル。

LP：遠くへ行きたい/「演歌の旅」JRS-7221　1972年12月5日に収められていた「別離の町」を題名を変えてシングルで発売した。

## 解説
- 四国興行中、突発的に髪を切った藤圭子の行動を逆手にとり、石坂まさをが藤のイメージチェンジを図った作品である[1]。
- タイトルは石坂まさを。
- ジャケット写真は篠山紀信。同時に撮った『週刊プレイボーイ』の表紙でのインタビューで、紀信に以下のように答えている[2]。
（藤）「わたし こんなに肩だして写真とるのはじめて」
（紀信）「はずかしいの？」
（藤）「まえだったら すぐ帰っちゃうとこよ」
（紀信）「今日はとくべつ？」
（藤）「わたしいままでの自分が嫌いだったのだから性格かえるために 昨日髪ばっさり切っちゃった」

## 収録曲
- 両楽曲共に、作曲・編曲：鈴木邦彦

1. 明日から私は（3分34秒）
作詞：山上路夫
2. 別れ道（2分54秒）
作詞：石坂まさを